# 1930年國際足協世界盃
1930年國際足協世界盃是首屆國際男子足球國際足協世界盃。賽事在7月13日至7月30日於烏拉圭舉行。由於烏拉圭獨立100周年，以及該國的國家足球隊奪得1928年夏季奧運會金牌，國際足協（FIFA）決定將主辦權交給烏拉圭。所有賽事皆在烏拉圭首都蒙特維多舉行，主要賽事是在賽會為本屆賽事而建的世紀球場舉行。
本屆賽事共有13隊參賽，其中7隊來自南美洲、4隊來自歐洲，2隊來自北美洲。由於不少歐洲球隊認為遠赴南美洲參賽成本太高且浪費時間，因此本屆賽事只有少數歐洲球隊願意參賽。參賽球隊分成4組，每組的首名晉級準決賽。首2場賽事同時进行，分別由法國和美國勝出。法国队以4–1擊敗墨西哥，美国队则以3–0击败比利時。也為法國取得世界盃史上首個入球。
阿根廷、烏拉圭、美國和南斯拉夫分列小組首名，出線準決賽。主辦國兼大熱門烏拉圭隊在93,000名觀眾見證下以4–2擊敗阿根廷隊，成為首屆世界盃冠軍。

## 背景
1914年，FIFA只承認夏季奧運會足球項目為業餘錦標賽，並接管接下來的三屆奧運足球賽：從1920年至1928年。而在1908年夏季奧運會和1912年夏季奧運會，奧運賽事分別由英格蘭足總和瑞典足總主辦。
在洛杉磯舉辦的1932年夏季奧運會，初步計劃不舉行足球賽事。由於國際足協和國際奧委會未能就業餘球員的資格取得協議，因此，該屆奧運足球項目停辦。1928年5月26日，即1928年夏季奧運會足球項目的揭幕日，國際足協主席雷米在阿姆斯特丹的會議中提出在奧運会的平台以外舉辦足球賽事，供所有國際足協成員參加，並容許職業球員參賽。最終投票以25：5通過，計劃正式推行。

## 挑選主辦國
意大利、瑞典、荷蘭、西班牙和烏拉圭皆提出申辦賽事。多個原因使烏拉圭的申辦成為頂頭大熱：由於烏拉圭是應屆奧運足球冠軍，因而掛上了「世界冠軍」名銜；同時，申辦書亦表明會興建新球場作為比賽場地；此外，烏拉圭政府會為所有參賽隊伍繳付一切開支。其他國家退出申辦，而1929年國際足協在巴塞隆拿舉行的會議，一致通過首屆世界盃由烏拉圭舉辦。同時亦任命法國雕刻家（Abel Lafleur）設計「雷米金盃」。

## 參賽球隊

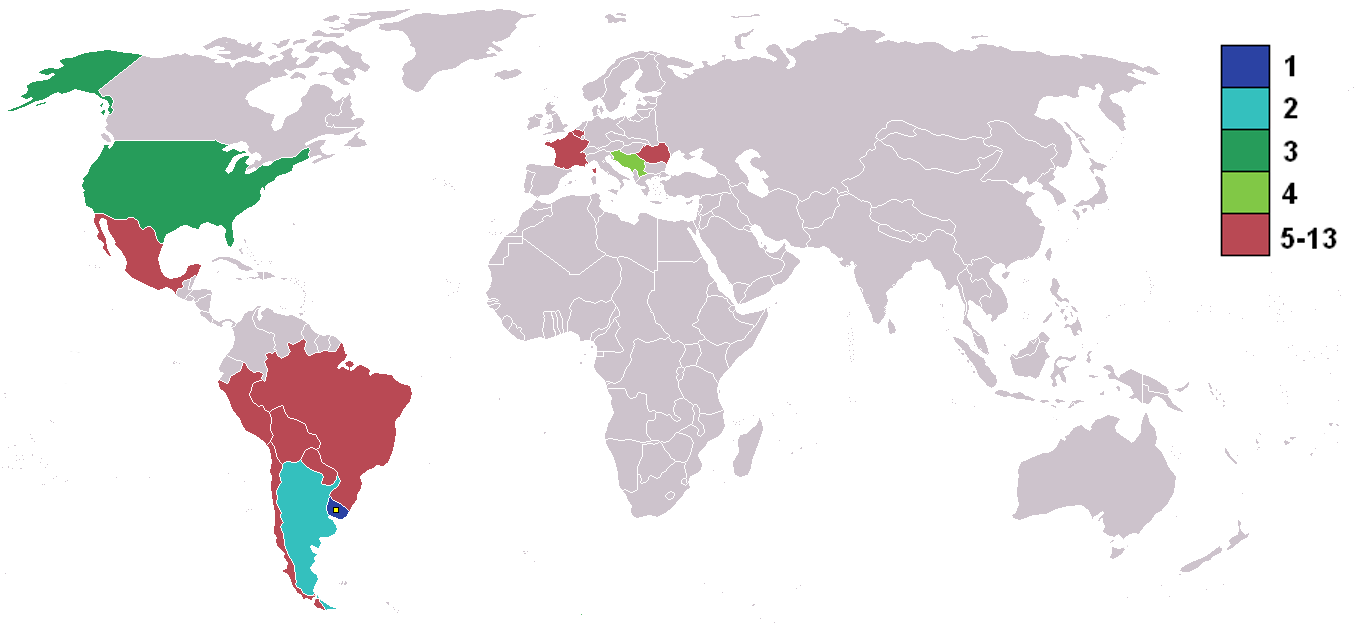
參賽國家，數字代表最終排名

首屆世界盃是唯一沒有舉辦外圍賽的一屆。所有國際足協成員皆被邀請參加，且須於1930年2月28日前答覆邀請。美洲國家非常踴躍參加，包括阿根廷、巴西、玻利維亞、智利、墨西哥、巴拉圭、秘魯和美國，共有7隊南美洲球隊參賽，比以後歷屆賽事的隊數都多。可是，由於橫渡大西洋路途遙遠，耗時甚久，因而長時間缺席所屬球隊國內正常比賽及操練，故此球隊多不願放人。有些球會嚴禁球員到南美洲，最終，在二月限期前，沒有歐洲球隊報名參加賽事。為避免賽事沒有歐洲球隊參賽，烏拉圭足總一度寄出邀請函至非國協足協成員的英格蘭足球總會。1929年11月18日，英格蘭足總委員會拒絕參賽。在比賽開始前兩個月，仍沒有任何歐洲隊伍首肯參賽。
國際足協主席雷米特介入，成功邀得四支歐洲隊參賽，包括比利時、法國、羅馬尼亞和南斯拉夫。羅馬尼亞隊由哥斯度·拉杜里斯古（Costel Radulescu）擔任領隊，教練是柯迪夫·盧捷迪（Octav Luchide）和隊長魯杜夫·韋沙（Rudolf Wetzer）兼任，他們是在新任國王卡羅爾二世介入下參賽的。他親自挑選球員，並和球員的僱主談判，要求為他們打工的球員回國後不會失去工作。儘管雷米特親自出馬，但他仍邀不到法國隊的明星前鋒文奴·安拿圖（Manuel Anatol）和法國國家隊原領隊加斯頓·巴里奧（Gaston Barreau）參賽在國際足協副主席魯杜夫·薛達耶斯（Rudolf Seedrayers）的劝说下，比利時隊答允參賽。羅馬尼亞球員在熱拿亞登上「綠色伯爵號」（SS Conte Verde），並於1930年6月21日在維拉弗朗西海岸（Villefranche-sur-Mer）接載法國球員，並在巴塞隆拿接收比利時球員。
綠色伯爵號同時接載雷米金盃和三名歐洲球證：比利時人約翰·蘭堅奴斯（John Langenus）和亨利·基斯杜菲（Henri Christophe）以及可能是來自巴黎的英國人湯馬士·波維（Thomas Balvay）。巴西隊於6月29日在里約熱內盧起程，7月4日到達烏拉圭。南斯拉夫隊從馬賽乘坐蒸氣郵輪「佛羅里達號」（Florida）到達當地。

## 比賽場館

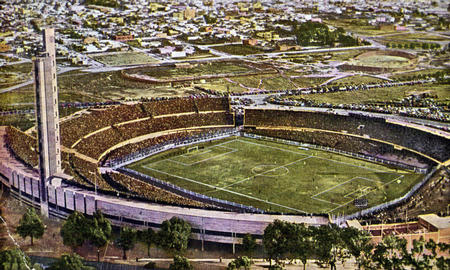
本屆大部分賽事都是在世紀球場上演

本屆所有球賽於蒙特維多舉行，共有3個球場作為比賽場地，包括世紀球場、普斯圖斯球場（Estadio Pocitos）和大公園中央球場（Estadio Gran Parque Central）。
能容納9萬人的世紀球場是為了舉行賽事和慶祝烏拉圭獨立100週年而興建，是英倫三島以外最大的足球場，球場由桑·史加素（Juan Scasso）設計，是賽事的主要球場，雷米特形容它是「足球神殿」（temple of football）。該球場舉行18場賽事之中的10場，包括兩場準決賽及決賽。但是，由於興建球場的程序趕急，以及因雨季影響使程序拖延，因此世紀球場在賽事開始後5天才能正式啟用。早期的賽事在較小的球場進行，主要使用蒙特維多球會蒙特維多國民隊能容納2萬人的大公園中央球場和彭拿路的普斯圖斯球場。
| 蒙特維多 | 蒙特維多                                               | 蒙特維多                                    | 蒙特維多                                                 |
| 蒙特維多 | 世紀球場                                               | 普塞托斯球場                                | 格蘭柏爾克辛特納爾球場                                   |
| 蒙特維多 | 34°53′40.38″S 56°9′10.08″W / 34.8945500°S 56.1528000°W | 34°54′4″S 56°9′32″W / 34.90111°S 56.15889°W | 34°54′18.378″S 56°9′22.42″W / 34.90510500°S 56.1562278°W |
| 蒙特維多 | 容納人數：90,000                                       | 容納人數：20,000                            | 容納人數：1,000                                          |
| 蒙特維多 |                                                        |                                             |                                                          |

## 賽制
13 隊分為四組，其中一組由四隊角逐，其餘三組各有三隊。賽事以單循環制進行，贏一場得 2 分，賽和則得 1 分。若榜首出現兩隊同分情況，則需要打附加賽決定名次，但最終沒有發生同分情況。每組的首名球隊（共 4 隊）晉級準決賽。在淘汰賽賽事若在90分鐘內未能分出勝負，則需進行加時賽。

## 抽籤
烏拉圭、阿根廷、巴西和美國為種子球隊，不會在小組賽中獲編配同組，當所有球隊到達蒙特維多後，賽會隨即進行抽籤。由於本屆賽事沒有外圍賽，揭幕的兩場賽事便是世界盃史上首兩場賽事，分別是在普斯圖斯球場舉行的法國對墨西哥和在大公園中央球場舉行的美國對比利時。這兩場分別由法國以4:1勝出以及美國大勝對手3:0。法國的成為首位在世界盃入球的球員。

## 賽事摘要
第 1 組
第1組是本屆賽事唯一由4隊角逐的組別，參賽球隊包括阿根廷、智利、法國和墨西哥。法國擊敗墨西哥後兩天，便面對小組最強球隊阿根廷。法國隊陣營受到傷患困擾：門將阿歷士·菲普（Alex Thépot）在賽事20分鐘因傷退下火線、在被路易斯·蒙蒂（Luis Monti）粗野攔截後，羅倫亦不能繼續比賽。但他們仍堅持到底，可惜在賽事81分鐘，蒙迪以罰球破門，為阿根廷領先1:0。賽事的爭議點是球證艾美達·列高（Almeida Rêgo）在法國前鋒馬素·蘭基拿（Marcel Langiller）入球前的一刻，突然鳴笛完場，但當時離完場還剩下六分鐘。在法國球員抗議後，賽事才恢復進行。法國終以一球落敗。此外，法國隊在48小時內踢完兩場比賽，智利隊才正式亮相，在以逸待勞下，智利以3:0輕取墨西哥。
阿根廷的第2場賽事對墨西哥，獲得世界盃史上首個十二碼，玻利維亞主球證烏里西斯·沙斯度（Ulises Saucedo）在本場賽事共吹罰五個十二碼，當中三個具爭議性。古拿莫·史達比利（Guillermo Stábile）在其國際賽處子戰中大演帽子戲法，儘管隊長（Manuel Ferreira）須回布宜諾斯艾利斯應考法律試，阿根廷仍以6:3大勝對手。小組的尾場決定晉級資格誰屬，賽事雙方阿根廷和智利同樣擊敗法國和墨西哥。在蒙迪侵犯阿杜路·托利斯（Arturo Torres）後，賽事充滿火藥味。阿根廷以3:1勝出這場賽事並晉級四強。
第 2 組
第2組由巴西、玻利維亞和南斯拉夫角逐。種子球隊巴西本來一直被外界看好，但在小組首戰卻意外地以1:2不敵南斯拉夫。在本屆賽事舉行前，玻利維亞隊從未在國際賽中取勝。在他們的首戰，正選球員透過穿著印上單字的球衣，合組成Viva Uruguay（意思為烏拉圭萬歲），表示對主辦国的敬意。玻利維亞的兩場賽事的過程相似：都是有不錯的開局，但最終同樣大敗。對南斯拉夫時，他們保持一小時不失球，但在最後三十分鐘內連失四球。可惜的是，玻利維亞在賽事中多個入球被判無效。在對巴西一戰，由於晉級資格已由南斯拉夫奪得，這場賽事變成例行公事，半場巴西以1:0領先。巴西在下半場再取得3個入球，其中兩球由「全能」運動員比歷堅奴（Preguinho）射入南斯拉夫晉級準決賽。
第 3 組
主辦國烏拉圭在小組賽遇上秘魯和羅馬尼亞。小組首場賽事出現世界盃史上首張紅牌，秘魯球員柏拉斯度·加連度（Plácido Galindo）在對羅馬尼亞時被逐離場。羅馬尼亞球員憑藉人數上的優勢，在完場前連入兩球，以3:1擊敗對手。這場賽事亦是世界盃史上入場人數最少的一場賽事，官方入場人數為2,459人，但事實上只得約300名觀眾入場觀戰。
由於世紀球場未能如期竣工，烏拉圭的首場賽事推遲至第5個賽日才進行。世紀球場首場賽事展開之前，球場舉行盛大的典禮以慶祝烏拉圭獨立一百周年。烏拉圭隊在賽前進行了為期四星期的集訓，球員須接受嚴格的紀律訓練。門將安達斯·馬沙利（Andrés Mazali）由於在宵禁期間違規和妻子約會而被逐出大隊。這場比賽同時是烏拉圭首章憲法制定一百年紀念日，而烏拉圭隊在力戰下以1:0小勝秘魯。烏拉圭傳媒普遍不滿意球隊的表現，反而對秘魯的表現表示讚賞。烏拉圭在次役憑著上半場攻入4球，以4:0輕鬆擊敗羅馬尼亞，晉級準決賽。
第 4 組
由多名國際賽新丁為骨幹的美國隊主導了第4組。該隊被一些法國代表團成員起了「入球機器」的綽號。他們首戰意外地以3:0輕取比利時，烏拉圭報章Imparcial以「美國隊的大勝震驚球壇」為標題。比利時傳媒對戰果和球證的判決感到失望，並指出美國隊第2個入球越位在先。該組的第2場賽事雖然刮起大風，但仍無阻美國射手畢·柏天奴迪（Bert Patenaude）面對巴拉圭時，完成世界盃史上首次帽子戲法。在2006年11月10日之前，國際足協一直紀錄首次帽子戲法是由阿根廷的 古拿莫·史達比利（Guillermo Stábile）做出。但在2006年，國際足協宣布將美國隊球員湯·科利（Tom Florie）在對巴拉圭的入球改為柏天奴迪取得，而這場賽事比阿根廷的賽事早兩天舉行，意味著柏天奴迪成為首位在世界盃決賽週上演帽子戲法的球員。由於美國已取得準決賽資格，最後一場賽事的勝負已變得無關痛癢，結果巴拉圭以1:0小勝比利時。
準決賽
4支小組首名球隊阿根廷、南斯拉夫、烏拉圭和美國皆晉身準決賽。兩場4強賽事形勢都很一面倒。在首場準決賽，阿根廷憑著蒙迪的入球，在上半場以1:0領先美國。在下半場，美國完全不能抵擋阿根廷的猛烈進攻，阿根廷終以6:1大勝。
第2場準決賽猶如1924年奧運足球賽的翻版，賽事雙方為南斯拉夫和烏拉圭。南斯拉夫雖然由班尼斯拉夫·施古歷（Branislav Sekulić）先開紀錄，被烏拉圭連追三球反超前後，南斯拉夫曾在完半場前取得入球，但卻被判越位在先，這球旁證的判決充滿爭議性。在下半場烏拉圭乘勝追擊取入3球，最終以6:1大勝，何塞·佩德羅·塞阿（Pedro Cea）更完成帽子戲法。
季軍戰
由於FIFA在1934年世界盃才首次引入季軍戰，因此1930年世界盃是唯一沒有季軍戰的一屆賽事。但在1984年FIFA的一則公告卻誤述本屆賽事存在季軍戰，由南斯拉夫以3:1勝出。該公告所述和原先的賽程出現分歧。根據一本由希達·佐維特（Hyder Jawad）於2009年出版的書籍所載，南斯拉夫由於對準決賽大敗予烏拉圭一戰的判決感到不公，因此拒絕出戰季軍戰。
於賽事完結後，美國隊及南斯拉夫隊之隊長均獲發銅牌，但FIFA技術委員會在1986年世界盃發表的報告記載在歷屆世界盃決賽週每支球隊在賽事的排名，報告將美國評為季軍，而南斯拉夫只得第四名，此排名自此為FIFA所沿用。在2010年，南斯拉夫在1930年世界盃代表團團長哥斯達·夏治（Kosta Hadži）的兒子和當時南斯拉夫足總的副主席，指出南斯拉夫隊在頒獎時確實獲得一面銅牌，而該面銅牌由夏治和他的家族收藏了80年。根據資料，南斯拉夫是位而第三名，原因是他們在準決賽不敵最終冠軍烏拉圭。而該面獎牌的來源及可信性則仍未獲官方證明。
決賽
經過準決賽兩場「大屠殺」後，烏拉圭和阿根廷昂然殺入決賽，成為1928年奧運足球決賽的翻板，那場決賽烏拉圭在重賽後以2：1勝出。
決賽於7月30日在世纪球场舉行。拉普拉塔盆地籠罩著高漲的情緒，公眾不再對賽事的吸引力有所懷疑。阿根廷方面安排了10艘船，但它們不能將所有球迷從布宜諾斯艾利斯接載到蒙特維多，阿根廷球迷亦駛了多條船隻嘗試過河。估計有1至1.5萬阿根廷球迷起程，但蒙特維多的港口由於空間所限，使大批球迷未能在決賽開賽前到達球場，不少更未著陸。在球場內，球迷不斷尋找武器。大門在早上8時（即開賽前6小時）開啟，在中午已坐滿人，官方入場數字為93,000人。由於雙方就比賽用球一直爭持不下，FIFA被逼介入及決定在上半場使用由阿根廷隊帶來的球，而下半場則用烏拉圭的。烏拉圭的陣容有一個位置改變，由卡斯度代替抱恙缺席的安西姆。蒙迪在賽前1天接過死亡恐嚇後仍堅持比賽。球證為比利時人約翰·蘭堅奴斯（John Langenus），他在賽前數小時才答應任命，並購買了人壽保險。此外，他亦要求大會在賽後1小時內在港口安排1艘船，讓他可以隨時逃走。
主隊球員柏保路·多拉度（Pablo Dorado）為主辦國攻入第1球，從右路施射地波破網。阿根廷隊展示他們出色的傳球能力，在8分鐘後便扳平：卡路士·佩西利接應費拉拿的美妙傳送，突破防守成功破網追成1:1。上半場完前幾分鐘，在賽事射手榜領先的史達比利再為客隊入球，以2:1反超前。烏拉圭隊長拿沙斯向球證投訴史達比利越位在先，但無功而回。下半場烏拉圭隊的表現有明顯改善，在蒙迪錯過為阿根廷擴大比數後不久，烏拉圭發動一輪攻勢，由何塞·佩德羅·塞阿（Pedro Cea）追成平手。10分鐘後，山度士·伊利亞迪（Santos Iriarte）為主隊取得入球，烏拉圭再次領先，而臨完場前，卡斯度為烏拉圭錦上添花，鎖定4:2勝局。蘭堅奴斯在1分鐘後嗚起完場笛，烏拉圭繼奪得奧運足球冠軍後，再捧走首屆世界盃的冠軍獎盃。祖利斯·雷米向烏拉圭隊頒發世界盃獎盃，這盃後來被烏拉圭足總主席魯爾·祖迪（Raúl Jude）命名為雷米金盃。烏拉圭政府宣布翌日為全國法定假期，在阿根廷首都布宜諾斯艾利斯，大批民眾向烏拉圭領事館拋石頭泄憤。直至2010年，阿根廷前鋒法蘭西斯高·華拿路（Francisco Varallo）是唯一在生而有份參加決賽的球員。
在賽後，法國隊、南斯拉夫隊和美國隊同在南美洲進行友誼賽。巴西隊先在8月1日迎戰法國隊，再在8月10日對南斯拉夫隊，最後於8月17日戰美國隊，而阿根廷隊則在8月3日和南斯拉夫隊對賽。

## 分組賽

### 第1組
| 排名 | 隊伍   | 賽 | 勝 | 和 | 負 | 得 | 失 | 差 | 分 | 獲得資格   |
| ---- | ------ | -- | -- | -- | -- | -- | -- | -- | -- | ---------- |
| 1    | 阿根廷 | 3  | 3  | 0  | 0  | 10 | 4  | +6 | 6  | 晉級淘汰賽 |
| 2    | 智利   | 3  | 2  | 0  | 1  | 5  | 3  | +2 | 4  |            |
| 3    | 法國   | 3  | 1  | 0  | 2  | 4  | 3  | +1 | 2  |            |
| 4    | 墨西哥 | 3  | 0  | 0  | 3  | 4  | 13 | −9 | 0  |            |

| 1930年7月13日 15:00 UYT (UTC−03:30) |

| 法國                                     | 4–1  | 墨西哥 |
| ---------------------------------------- | ---- | ------ |
| - 19' · 蘭基拿 40' · 馬舒恩諾特 43', 87' | 報告 | 70'    |

| 蒙特維多，普斯圖斯球場 觀眾人數：4,444 ： (烏拉圭) |

| 1930年7月15日 16:00 UYT (UTC−03:30) |

| 阿根廷   | 1–0  | 法國 |
| -------- | ---- | ---- |
| 蒙迪 81' | 報告 |      |

| 蒙特維多，中央公園體育場 觀眾人數：23,409 ： (巴西) |

| 1930年7月16日 14:45 UYT (UTC−03:30) |

| 智利                                    | 3–0  | 墨西哥 |
| --------------------------------------- | ---- | ------ |
| 蘇拜亞比 3', 65' · 羅薩斯 52'（乌龙球） | 報告 |        |

| 蒙特維多，中央公園體育場 觀眾人數：9,249 ： (比利時) |

| 1930年7月19日 12:50 UYT (UTC−03:30) |

| 智利         | 1–0  | 法國 |
| ------------ | ---- | ---- |
| 蘇拜亞比 67' | 報告 |      |

| 蒙特維多，世紀球場 觀眾人數：2,000 ： (烏拉圭) |

| 1930年7月19日 15:00 UYT (UTC−03:30) |

| 阿根廷                                 | 6–3  | 墨西哥                    |
| -------------------------------------- | ---- | ------------------------- |
| 史達比利 8', 17', 80' · 12', 55' · 53' | 報告 | 羅薩斯 42'（）, 65' · 75' |

| 蒙特維多，世紀球場 觀眾人數：42,100 ： (玻利維亞) |

| 1930年7月22日 14:45 UYT (UTC−03:30) |

| 阿根廷                  | 3–1  | 智利         |
| ----------------------- | ---- | ------------ |
| 史達比利 12', 13' · 81' | 報告 | 蘇拜亞比 15' |

| 蒙特維多，世紀球場 觀眾人數：41,459 ：John Langenus (比利時) |

### 第2組
| 排名 | 隊伍     | 賽 | 勝 | 和 | 負 | 得 | 失 | 差 | 分 | 獲得資格   |
| ---- | -------- | -- | -- | -- | -- | -- | -- | -- | -- | ---------- |
| 1    | 南斯拉夫 | 2  | 2  | 0  | 0  | 6  | 1  | +5 | 4  | 晉級淘汰賽 |
| 2    | 巴西     | 2  | 1  | 0  | 1  | 5  | 2  | +3 | 2  |            |
| 3    | 玻利维亚 | 2  | 0  | 0  | 2  | 0  | 8  | −8 | 0  |            |

| 1930年7月14日 12:45 UYT (UTC−03:30) |

| 南斯拉夫         | 2–1  | 巴西           |
| ---------------- | ---- | -------------- |
| - 21' - 碧克 30' | 報告 | - 比歷堅奴 62' |

| 蒙特維多，中央公園體育場 觀眾人數：24,059 ：Aníbal Tejada (烏拉圭) |

| 1930年7月17日 12:45 UYT (UTC−03:30) |

| 南斯拉夫                    | 4–0  | 玻利维亚 |
| --------------------------- | ---- | -------- |
| - 碧克 60', 67' - 65' - 85' | 報告 |          |

| 蒙特維多，中央公園體育場 觀眾人數：18,306 ：Francisco Mateucci (烏拉圭) |

| 1930年7月20日 13:00 UYT (UTC−03:30) |

| 巴西                           | 4–0  | 玻利维亚 |
| ------------------------------ | ---- | -------- |
| - 37', 73' - 比歷堅奴 57', 83' | 報告 |          |

| 蒙特維多，世紀球場 觀眾人數：25,466 ：Thomas Balvay (法國) |

### 第3組
| 排名 | 隊伍     | 賽 | 勝 | 和 | 負 | 得 | 失 | 差 | 分 | 獲得資格   |
| ---- | -------- | -- | -- | -- | -- | -- | -- | -- | -- | ---------- |
| 1    | 乌拉圭   | 2  | 2  | 0  | 0  | 5  | 0  | +5 | 4  | 晉級淘汰賽 |
| 2    | 羅馬尼亞 | 2  | 1  | 0  | 1  | 3  | 5  | −2 | 2  |            |
| 3    | 秘魯     | 2  | 0  | 0  | 2  | 1  | 4  | −3 | 0  |            |

| 1930年7月14日 14:50 UYT (UTC−03:30) |

| 羅馬尼亞         | 3–1  | 秘魯  |
| ---------------- | ---- | ----- |
| - 1' - 79' - 89' | 報告 | - 75' |

| 蒙特維多，普斯圖斯球場 觀眾人數：2,549 ：Alberto Warnken (智利) |

| 1930年7月18日 14:30 UYT (UTC−03:30) |

| 乌拉圭       | 1–0  | 秘魯 |
| ------------ | ---- | ---- |
| - 卡斯度 65' | 報告 |      |

| 蒙特維多，世紀球場 觀眾人數：57,735 ：John Langenus (比利時) |

| 1930年7月21日 14:50 UYT (UTC−03:30) |

| 乌拉圭                                    | 4–0  | 羅馬尼亞 |
| ----------------------------------------- | ---- | -------- |
| - 多拉度 7' - 26' - 安西姆 31' - 施亞 35' | 報告 |          |

| 蒙特維多，世紀球場 觀眾人數：70,022 ：Almeida Rêgo (巴西) |

### 第4組
| 排名 | 隊伍   | 賽 | 勝 | 和 | 負 | 得 | 失 | 差 | 分 | 獲得資格   |
| ---- | ------ | -- | -- | -- | -- | -- | -- | -- | -- | ---------- |
| 1    | 美国   | 2  | 2  | 0  | 0  | 6  | 0  | +6 | 4  | 晉級淘汰賽 |
| 2    | 巴拉圭 | 2  | 1  | 0  | 1  | 1  | 3  | −2 | 2  |            |
| 3    | 比利时 | 2  | 0  | 0  | 2  | 0  | 4  | −4 | 0  |            |

| 1930年7月13日 15:00 UYT (UTC−03:30) |

| 美国                            | 3–0  | 比利时 |
| ------------------------------- | ---- | ------ |
| - 麥基 23' - 45' - 柏天奴迪 69' | 報告 |        |

| 蒙特維多，中央公園體育場 觀眾人數：18,346 ：José Macías (阿根廷) |

| 1930年7月17日 14:45 UYT (UTC−03:30) |

| 美国                     | 3–0  | 巴拉圭 |
| ------------------------ | ---- | ------ |
| - 柏天奴迪 10', 15', 50' | 報告 |        |

| 蒙特維多，中央公園體育場 觀眾人數：18,306 ：José Macías (阿根廷) |

| 1930年7月20日 15:00 UYT (UTC−03:30) |

| 巴拉圭 | 1–0  | 比利时 |
| ------ | ---- | ------ |
| - 40'  | 報告 |        |

| 蒙特維多，世紀球場 觀眾人數：12,000 ：Ricardo Vallarino (烏拉圭) |

## 淘汰賽

### 晉級圖
|  |                    |        |                    |   | 決賽 |  |
|  |                    |        |                    |   |      |  |
|  | 7月27日 – 蒙特維多 |        |                    |   |      |  |
|  |                    |        |                    |   |      |  |
|  | 乌拉圭             | 6      |                    |   |      |  |
|  | 乌拉圭             | 6      | 7月30日 – 蒙特維多 |   |      |  |
|  | 南斯拉夫           | 1      |                    |   |      |  |
|  | 南斯拉夫           | 1      | 乌拉圭             | 4 |      |  |
|  | 7月26日 – 蒙特維多 |        | 乌拉圭             | 4 |      |  |
|  |                    | 阿根廷 | 2                  |   |      |  |
|  | 阿根廷             | 阿根廷 | 2                  | 6 |      |  |
|  | 阿根廷             |        |                    | 6 |      |  |
|  | 美国               | 1      |                    |   |      |  |
|  | 美国               | 1      |                    |   |      |  |

### 準決賽
| 1930年7月26日 14:45 UYT |

| 阿根廷                                               | 6–1  | 美国     |
| ---------------------------------------------------- | ---- | -------- |
| 蒙蒂 20' · 56' · 史達比利 69', 87' · 佩西利 80', 85' | 報告 | 布朗 89' |

| 蒙特維多，世紀球場 觀眾人數：72,886 ：John Langenus (比利時) |

| 1930年7月27日 14:45 UYT (UTC−03:30) |

| 乌拉圭                                              | 6–1  | 南斯拉夫 |
| --------------------------------------------------- | ---- | -------- |
| 施亞 18', 67', 72' · 安西姆 20', 31' · 伊利亞迪 61' | 報告 | 4'       |

| 蒙特維多，世紀球場 觀眾人數：79,867 ：Gilberto de Almeida Rêgo (巴西) |

### 決賽
| 1930年7月30日 15:30 UYT (UTC−03:30) |

| 乌拉圭                                              | 4–2  | 阿根廷                    |
| --------------------------------------------------- | ---- | ------------------------- |
| 多拉多 12' · 塞阿 57' · 伊利亞泰 68' · 卡斯特羅 89' | 報告 | 卡洛斯 20' · 史達比利 37' |

| 蒙特維多，世紀球場 觀眾人數：68,346 ：約翰·藍更斯 (比利時) |

## 射手榜
8球
5球
- ·施亞（Pedro Cea）

4球
- 古拿莫·蘇拜亞比（Guillermo Subiabre）
- 畢·柏天奴迪（Bert Patenaude）

3球
- 卡路士·佩西利（Carlos Peucelle）
- 比歷堅奴（Preguinho）
- 比歷堅奴·安西姆（Peregrino Anselmo）
- 艾雲·碧克（Ivan Bek）

2球
| - 路易斯·蒙蒂（Luis Monti） - 艾杜富·蘇美素（Adolfo Zumelzú） - 摩達拉度·韋辛天拿（Moderato Wisintainer） | - 安達·馬舒恩諾特（André Maschinot） - ·路沙斯（Manuel Rosas） - 希度·卡斯度（Héctor Castro） | - 柏保路·多拉度（Pablo Dorado） - 山度士·伊利亞迪（Santos Iriarte） - 巴特·麥基（Bart McGhee） |

1球
| - 馬里奧·艾華利斯度 - 阿歷山度·史高柏利（Alejandro Scopelli） - 馬素·蘭基拿（Marcel Langiller） - （Lucien Laurent） - 桑·卡連奴（Juan Carreño） | - 羅拔圖·加恩（Roberto Gayón） - 雷斯·華加斯·彭拿（Luis Vargas Peña） - 雷斯·迪蘇沙·費拉拿（Luis De Souza Ferreira） - ·巴布 | - 占·布朗（Jim Brown） - ·（Héctor Scarone） - 白高積·馬贊諾域（Blagoje Marjanović） - 班尼斯拉夫·（Branislav Sekulić） - （Aleksandar Tirnanić） - 多迪·胡積甸奴域（Đorđe Vujadinović） |

烏龍球
1球
- ·路沙斯（Manuel Rosas）

## 國際足協回顧排名
1986年，國際足協出版一份報告，將各屆賽事以比賽過程、最終成績和對手實力作出排名。1930年世界盃的排名如下：
| 名           | 参赛队伍 | 组 | 赛 | 胜 | 平 | 负 | 进 | 失 | 差  | 分 |
| ------------ | -------- | -- | -- | -- | -- | -- | -- | -- | --- | -- |
| 1            | 乌拉圭   | 3  | 4  | 4  | 0  | 0  | 15 | 3  | +12 | 8  |
| 2            | 阿根廷   | 1  | 5  | 4  | 0  | 1  | 18 | 9  | +9  | 8  |
| 3            | 美国     | 4  | 3  | 2  | 0  | 1  | 7  | 6  | +1  | 4  |
| 4            | 南斯拉夫 | 2  | 3  | 2  | 0  | 1  | 7  | 7  | 0   | 4  |
| 止步于小组赛 |          |    |    |    |    |    |    |    |     |    |
| 5            | 智利     | 1  | 3  | 2  | 0  | 1  | 5  | 3  | +2  | 4  |
| 6            | 巴西     | 2  | 2  | 1  | 0  | 1  | 5  | 2  | +3  | 2  |
| 7            | 法國     | 1  | 3  | 1  | 0  | 2  | 4  | 3  | +1  | 2  |
| 8            | 羅馬尼亞 | 3  | 2  | 1  | 0  | 1  | 3  | 5  | −2  | 2  |
| 9            | 巴拉圭   | 4  | 2  | 1  | 0  | 1  | 1  | 3  | −2  | 2  |
| 10           | 秘魯     | 3  | 2  | 0  | 0  | 2  | 1  | 4  | −3  | 0  |
| 11           | 比利时   | 4  | 2  | 0  | 0  | 2  | 0  | 4  | −4  | 0  |
| 12           | 玻利维亚 | 2  | 2  | 0  | 0  | 2  | 0  | 8  | −8  | 0  |
| 13           | 墨西哥   | 1  | 3  | 0  | 0  | 3  | 4  | 13 | −9  | 0  |